# Pronous tetralobus
Pronous tetralobus är en spindelart som beskrevs av Simon 1895. Pronous tetralobus ingår i släktet Pronous och familjen hjulspindlar.
Artens utbredningsområde är Madagaskar. Inga underarter finns listade i Catalogue of Life.